# كنتاكي
كنتاكي أو كنتكي (بالإنجليزية: Kentucky) واسمها رسميا كمنولث كنتاكي (بالإنجليزية: Commonwealth of Kentucky)، هي ولاية تقع في منطقة جنوب الولايات المتحدة. كنتاكي هي إحدى من أربع ولايات أمريكية تم تشكيلها بصفة كومنولث (الأخرى هي فرجينيا وبنسلفانيا وماساتشوستس). كانت كنتاكي في الأصل جزء من ولاية فرجينيا، وفي عام 1792 أصبحت الولاية الخامسة عشر التي تنضم إلى الاتحاد. ترتيب كنتاكي هو السابع والثلاثون من حيث المساحة والسادس والعشرون من حيث عدد السكان بين الولايات الأمريكية الخمسين.
تعرف ولاية كنتاكي باسم «ولاية العشب الأزرق»، وهو مشتق من قبأ المروج المنتشر في العديد من المراعي بفضل تربتها الخصبة. من المناطق الرئيسية في الولاية هي منطقة بلوجراس في وسط كنتاكي، والذي يضم مدينتين رئيسيتين، لويفيل وليكسينغتون. وهي أرض ذات بيئات متنوعة وموارد وفيرة، وبها أطول شبكة كهوف في العالم، وهي متنزه كهف الماموث الوطني، وأطول ممرات مائية وجداول ملاحية في الولايات الأمريكية المتجاورة، وأكبر بحريتين اصطناعيتين شرق نهر المسيسيبي.
تعرف كنتاكي أيضا بسباقات الخيل، وتقطير جمر البوربون وتعدين الفحم، صناعة السيارات والتبغ وموسيقى البلوغراس، ودوري كرة السلة للجامعات، ودجاج كنتاكي.

## أصل تسمية الولاية
هناك اختلاف حول أصل اسم الولاية فهناك من يقول أن الاسم يعود إلى الكلمة الاوريكوانية Iroquoian "كين-تاه-تين" "Ken-tah-ten وتعني "أرض المستقبل"، بينما يعتقد آخرون أن الاسم قد اشتق من لغة الأمريكيين الأصليين وتعني أرض الصيد المظلم الدموي، حيث اعتاد الأمريكيون الأصليون الصيد في الغابات والدخول في مسابقات تنتهي بقضاء بعضهم علي بعض.

## تاريخ

### مستوطنات الأمريكيين الأصليين
يعود أول دليل أثري على وجود البشر في كنتاكي إلى نحو 9500 قبل الميلاد، إلى حضارة كلوفيس، وهم صيادون وجامعو طعام بدائيون بأدوات حجرية. حوالي 1800 قبل الميلاد، بدأ انتقال تدريجي من اقتصاد الصيد والجمع إلى الزراعة. حوالي 900 ميلادي، تأسست حضارة المسيسيبي في غرب ووسط كنتاكي؛ في المقابل، ظهرت حضارة «فورت أنشنت» في شرق كنتاكي. رغم تمتع الثقافتين بالعديد من التشابهات، إلا أن التلال الترابية المميزة التي بنيت في مراكز الأولى لم تكن جزءًا من ثقافة الثانية. اعتمدت مستوطنات «فورت أنشنت» كثيرًا على الذرة والفاصوليا والقرع، ومارست نظامًا زراعيًا يمنع التدهور البيئي عن طريق تناوب المحاصيل، وحرق أجزاء من الغابات لخلق موائل مثالية للحيوانات البرية، ونقل القرى كل 10-30 عامًا، وتغيير مواقع الحقول باستمرار للحفاظ على قطع الأراضي في مراحل مختلفة من التعاقب البيئي.
في حوالي القرن العاشر، زادت إنتاجية إخدى أنواع الذرة لدى سكان كنتاكي الأصليين، مما أدى إلى استبدال مجمع الزراعة الشرقي، واستبداله بنظام زراعي يعتمد على الذرة في عصر المسيسبي. اعتبارًا من القرن السادس عشر، كانت المنطقة التي أصبحت كنتاكي موطنًا لقبائل من مجموعات لغوية متنوعة. سيطرت قبيلة كيسبوكو، التي تتحدث لغة الألغونكوين، على جزء كبير من داخل الولاية.
وثق المستكشفون الفرنسيون في القرن السابع عشر وجود العديد من القبائل التي كانت تعيش في كنتاكي حتى حروب القندس في سبعينيات القرن السابع عشر؛ بحلول الوقت الذي بدأ فيه المستكشفون والمستوطنون الاستعماريون الأوروبيون دخول كنتاكي بأعداد أكبر في منتصف القرن الثامن عشر، لم تكن هناك مستوطنات رئيسية للأمريكيين الأصليين في المنطقة.
امتدت أراضي الشيكاسو حتى التقاء نهري الميسيسيبي وأوهايو. خلال فترة تُعرف بحروب القندس (1640-1680)، طردت قبيلة ألجونكوين أخرى تُدعى مومي، أو ماسكوتن من جنوب ميشيغان. انتقل معظمهم إلى كنتاكي، مما دفع الكيسبوكو إلى الشرق واندلعت الحرب مع قبيلة توتيلو من كارولينا الشمالية وفيرجينيا التي دفعتهم شمالًا وشرقًا. ارتبط المومي بشكل وثيق بقبيلة ميامي من إنديانا. لاحقًا، اندمج الكيسبوكو مع الشوني، الذين هاجروا من الشرق ووادي نهر أوهايو.

### الاكتشافات المبكرة: اكتشاف كنتاكي
وصل المستكشفون الأوروبيون إلى كنتاكي في وقت مبكر من عام 1671. بينما رصد المستكشفون الفرنسيون بالتأكيد كنتاكي خلال رحلاتهم الاستكشافية على نهر الميسيسيبي، لا يوجد دليل على أن المستكشفين الفرنسيين أو الإسبان وضعوا أقدامهم في الأراضي جنوب أوهايو، رغم التكهنات حول هيرناندو دي سوتو وروبرت دي لا سال. لم تكن التضاريس في تلك الأيام ممسوحة، لذا هناك بعض الشكوك حول ما إذا كان المستكشفون الإنجليز الأوائل من فيرجينيا قد وطئوا الأرض وإلى أي مدى. ما يزيد الأمور تعقيدًا هو أن المنطقة جنوب أوهايو/أليغيني التي عُرفت لاحقًا باسم كنتاكي كانت أكبر من ولاية كنتاكي اليوم، حيث شملت معظم غرب فيرجينيا اليوم وجزءًا غامضًا من جنوب غرب بنسلفانيا. من البعثات البارزة كانت بعثتا باتس وفالام عام 1671، وندام وأرثر عام 1673. مسح الدكتور توماس ووكر والمسّاح كريستوفر جيست المنطقة المعروفة الآن باسم كنتاكي في عامي 1750 و1751.

### المستوطنات الأوروبية: معاهدة فورت ستانويكس 1768
مع دخول المزيد من المستوطنين إلى المنطقة، اندلعت الحروب مع الأمريكيين الأصليين بسبب أراضي الصيد التقليدية الخاصة بهم.
في 16 يونيو 1774، أسس جيمس هارود مدينة هارود (هارودسبورغ الحديثة). تُركت المستوطنة خلال فترة النزاع في حرب دنمور، وأعيد توطينها في مارس 1775، لتصبح أول مستوطنة أوروبية دائمة في كنتاكي. تلتها خلال أشهر قليلة مستوطنة بون، وحصن لوغان، ومدينة ليكسينغتون قبل تنظيم كنتاكي.
كانت تلك الفترة هي زمن الرحلات الاستكشافية الأسطورية لدانييل بون التي بدأت في عام 1767 عبر فجوة كمبرلاند ونزولًا على نهر كنتاكي للوصول إلى قلب منطقة العشب الأزرق في كنتاكي.
بينما لم تستقر قبيلة الشيروكي في كنتاكي، إلا أنهم اصطادوا هناك. تنازلوا عن حقوق الصيد الخاصة بهم في عقد خاص غير قانوني مع المضارب ريتشارد هندرسون يُسمى معاهدة سيكامور شولز في عام 1775.

### مقاطعة كنتاكي وحروب الشيروكي-الأمريكية
في 31 ديسمبر 1776، وبموجب قانون من الجمعية العامة لفيرجينيا، قُسم الجزء الغربي من مقاطعة فينكاستل غرب نهر بيغ ساندي (بما في ذلك روافد توغ فورك الحالية) الذي ينتهي عند حدود ولاية كارولينا الشمالية (اليوم تينيسي) ويمتد إلى نهر المسيسيبي، والذي شمل معظم ما كان يُعرف بمنطقة كنتاكي (أو كينتوكي)، إلى مقاطعة مستقلة باسم كنتاكي. سُميت مدينة هارود (المعروفة آنذاك باسم أولدتاون) لتكون مقر المقاطعة.
يشير تقرير حكومي أمريكي لعام 1790 إلى أن 1500 مستوطن في كنتاكي قُتلوا على يد الأمريكيين الأصليين منذ نهاية الحرب الثورية.

### الولائية
قُسمت المقاطعة إلى مقاطعات جيفرسون ولينكولن وفاييت في عام 1780، لكنها استمرت في الإدارة كمنطقة كنتاكي حتى بعد انقسام المقاطعات الجديدة.
في عدة مناسبات، قدم سكان المنطقة التماسات إلى الجمعية العامة ومؤتمر الكونفدرالية للمطالبة بالانفصال عن فيرجينيا وتحقيق وضع الولائية. عقدت عشرة مؤتمرات دستورية في دانفيل بين عامي 1784 و1792. واحدة من هذه الالتماسات، التي حصلت على موافقة فيرجينيا، قُدمت إلى مؤتمر الكونفدرالية في أوائل يوليو 1788. لكن، جاء النظر فيها بعد يوم واحد من وصول أخبار التصديق التاسع الهام لنيو هامبشاير على الدستور المقترح، مما جعله الإطار الجديد للحكم في الولايات المتحدة. في ضوء هذا التطور، اعتقد الكونغرس أنه سيكون «من غير المستحسن» قبول كنتاكي في الاتحاد، إذ يمكنها القيام بذلك «تحت مواد الاتحاد الكونفدرالي» فقط، وليس «تحت الدستور»، وبالتالي رفض اتخاذ إجراء.
في 18 ديسمبر 1789، أعطت فيرجينيا مرة أخرى موافقتها على قيام ولاية كنتاكي. منح الكونغرس الأمريكي موافقته في 4 فبراير 1791. حدث ذلك قبل أسبوعين من موافقة الكونغرس على التماس فيرمونت للانضمام كولاية). أصبحت كنتاكي رسميًا الولاية الخامسة عشرة في الاتحاد في 1 يونيو 1792. انتخب انتخاب إسحاق شيلبي، وهو محارب قديم من فيرجينيا، أول حاكم لها.

### الاقتصاد الزراعي ما بعد الاستعماري
كانت منطقة كنتاكي الوسطى، ومنطقة العشب الأزرق، وكذلك كنتاكي الغربية، هي المناطق في الولاية التي كان بها أكبر عدد من مالكي العبيد. زرع المزارعون التبغ والقنب في المزارع باستخدامهم العبيد، وكانوا معروفين بجودة مواشيهم. خلال القرن التاسع عشر، بدأ أصحاب العبيد في كنتاكي ببيع العبيد غير الضروريين إلى الجنوب العميق، حيث أصبحت لويفيل سوقًا رئيسية للعبيد وميناء انطلاق لنقل العبيد عبر النهر.

### الحرب الأهلية
كانت كنتاكي واحدة من الولايات الحدودية الجنوبية خلال الحرب الأهلية الأمريكية، وظلت محايدة ضمن الاتحاد. رغم ذلك، اجتمع ممثلون من 68 من أصل 110 مقاطعات في راسلفيل وسموا أنفسهم «مؤتمر شعب كنتاكي»، ومرروا مرسوم الانفصال في 20 نوفمبر 1861. أنشأوا حكومة كونفدرالية لكنتاكي وعاصمتها في بولينغ غرين، وقبلت كنتاكي رسميًا في الكونفدرالية في 10 ديسمبر 1861، باعتبارها الولاية الكونفدرالية الثالثة عشرة مع اعتراف كامل في ريتشموند. لم تنتخب حكومة الظل الكونفدرالية شعبيًا على مستوى الولاية، رغم أن 116 مندوبًا أُرسلوا لتمثيل 68 مقاطعة من كنتاكي، والتي شملت آنذاك أكثر من نصف أراضي الكومنولث، إلى مؤتمر راسلفيل في عام 1861، وكانت محتلة ومحكومة من قبل الكونفدرالية في بعض الأحيان خلال فترة الحرب، وكانت كنتاكي ممثلة بالكامل في حكومة الكونفدرالية. رغم سيطرة القوات الكونفدرالية لفترة وجيزة على فرانكفورت، إلا أن القوات الاتحادية طردتها قبل أن يتمكنوا من تنصيب حكومة كونفدرالية في عاصمة الولاية. بعد طرد القوات الكونفدرالية بعد معركة بريفيل، عملت هذه الحكومة في المنفى. رغم وجودها طوال فترة الحرب، إلا أن حكومة كنتاكي المؤقتة تمتعت بسلطة حكم فقط في المناطق التي كانت تحت السيطرة الكونفدرالية المباشرة وكان لها تأثير ضئيل جدًا على الأحداث في الكومنولث أو في الحرب بعد طردهم من الولاية.

## جغرافية ولاية كنتاكي
تعتبر الأنهار من أهم المظاهرالجغرافية التي أثرت في تشكيل ولاية كنتاكي جغرافيا، فلقد شكل نهر أوهايو الحدود الشمالية للولاية متدفقا من الجنوب الغربي أسفل كوفينغتون إلى أن يصل إلى نهر الميسيسيبي غرب بادوكا.

## معالم الولاية
الجبل الأسود الذي يبلغ أعلي نقطة عند ارتفاع 1264 متر واقل انخفاض له عند نهر الميسيسيبي بعمق 78 متر.
متـحف محمد علي كـلاي بمدينة لوفل.

## أعلام
- ديف إيفانز
- أونا ميركل
- فريدريك ويليام فرانز
- ألفريد روسل فرانسيس
- بيرت مونرو
- ويليام هيوز
- ديفيد غريفيث
- ويليام هنري شيبارد
- ويلسون بيكيت
- توماس ميرتون
- فيكتور ماتير
- زاك وايت
- كيلي نايت كرافت
- ألثيا فلاينت
- مارفن هارت
- لي كروز